# Angelo Sodano

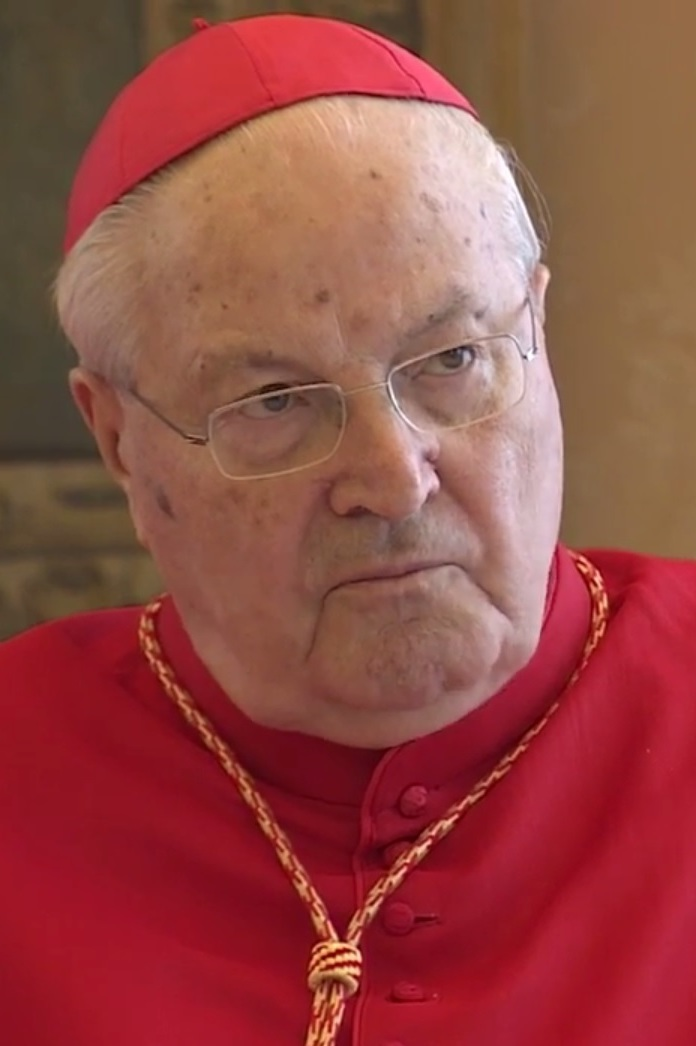
Angelo Kardinal Sodano (2016)

Sodanos Kardinalswappen

Angelo Kardinal Sodano (* 23. November 1927 in Isola d’Asti, Provinz Asti; † 27. Mai 2022 in Rom) war ein italienischer Geistlicher und Kurienkardinal der römisch-katholischen Kirche. Er fungierte häufig als Päpstlicher Legat und Sondergesandter des Papstes. Zwischen 1991 und 2006 war Sodano Kardinalstaatssekretär der Römischen Kurie und von 2005 bis 2019 Kardinaldekan. Als Kardinaldekan berief er das Konklave 2013 ein. Sodano wurde vorgeworfen, Täter im Zusammenhang mit sexuellem Missbrauch vor einer Strafverfolgung geschützt zu haben.

## Leben

### Jugend
Angelo Sodano wurde am 23. November 1927 in Isola d’Asti, einem Vorort von Asti im Piemont, als zweites von sechs Kindern des Giovanni Sodano, Landwirt und Abgeordneter im italienischen Unterhaus, und der Delfina Brignolo geboren.

### Studium und Priester
Nach seinem Studium der Philosophie und Theologie im Seminar von Asti empfing er am 23. September 1950 in Asti vom Bischof von Asti, Umberto Rossi, die Priesterweihe. Anschließend ging er nach Rom und studierte Theologie an der Päpstlichen Universität Gregoriana sowie Kanonisches Recht an der Päpstlichen Lateranuniversität und besuchte die Päpstliche Diplomatenakademie. 1955 wurde er an der Gregoriana mit einer Dissertationsschrift zum Thema Die irdischen Güter im Leben der Gerechten nach St. Johannes Chrysostomus zum Dr. theol. und 1960 an der Lateranuniversität mit der Dissertation Parusie und Urteil zum Dr. iur. can. promoviert.
1959 trat er in den diplomatischen Dienst des Heiligen Stuhls ein. Er wirkte als Sekretär der lateinamerikanischen Nuntiaturen in Ecuador 1961, anschließend in Uruguay und Chile. In Montevideo war Sodano auch Dozent an der Vorgängerinstitution der 1985 wiedereröffneten Universidad Cathólica del Uruguay. Am 21. Juni 1963 wurde ihm von Papst Paul VI. der Ehrentitel Überzähliger Geheimkämmerer Seiner Heiligkeit (Monsignore) verliehen. 1968 wurde er offizielles Mitglied im Rat der Römischen Kurie für Außenbeziehungen.

### Erzbischof und Nuntius
Am 30. November 1977 wurde er zum Titularerzbischof von Nova Caesaris und zum Apostolischen Nuntius in Chile ernannt. Bevor er sein Amt in Chile antrat, erhielt er am 15. Januar 1978 in der Stiftskirche San Secondo in Asti von Antonio Kardinal Samorè die Bischofsweihe. Im März 1989 kam er nach Rom zurück und wurde „vatikanischer Außenminister“, also „Sekretär des Rats für Außenbeziehungen“, quasi als „rechte Hand“ von Kardinalstaatssekretär Agostino Casaroli. In dieser Zeit vertrat er den Heiligen Stuhl auf zahlreichen internationalen Tagungen, so beim Treffen der Außenminister der Konferenz über Sicherheit und Zusammenarbeit in Europa (KSZE – seit 1995 OSZE) in Wien, Kopenhagen, New York und Paris.

### Verhältnis zu Augusto Pinochet
Sodanos Amtsantritt als Apostolischer Nuntius 1977 in Chile erfolgte während des Militärregimes von Augusto Pinochet. Sodano wird vorgeworfen, gegenüber den Menschenrechtsverletzungen des Regimes geschwiegen zu haben. Stattdessen lobte er in einer Ansprache die Militärdiktatur: „Auch Meisterwerke können kleine Fehler haben; ich möchte Ihnen raten, sich nicht bei den Fehlern des Gemäldes aufzuhalten, sondern sich auf den wunderbaren Gesamteindruck zu konzentrieren.“ Auch deshalb forderten beispielsweise 1987 sieben katholische Priester in einem Brief nach Rom Sodanos Abberufung aus Chile. Laut Senator Andrés Zaldívar kam es 1980 zu einem Privattreffen von Sodano und Kardinal Raúl Silva Henríquez mit Pinochet mit dem Ziel der Rückkehr mehrerer Exilierter (unter Ihnen Zaldívar), allerdings ohne Ergebnis.
Als Beleg für Sodanos Bemühungen um demokratische Strukturen wird ein Treffen mit Vertretern der Alianza Democrática (1983–1988) genannt, das anlässlich des Papstbesuches im April 1987 stattfand. Anwesend war dabei auch der spätere chilenische Präsident Ricardo Lagos.
Pinochet wurde im Oktober 1998 in Großbritannien festgenommen, weil ein spanischer Haftbefehl vorlag. Er war in Großbritannien eineinhalb Jahre in Haft; die Regierung Blair musste entscheiden, ob sie einem Auslieferungsantrag Spaniens stattgeben wollte. Sodano äußerte im Februar 2000 – nun in seiner Funktion als Kardinalstaatssekretär – zu dieser Frage, Pinochet solle nach Chile zurückkehren, da dieser Fall den chilenischen Staat betreffe. Chile sei schließlich das Heimatland Pinochets.

### Kardinal und Kardinalstaatssekretär

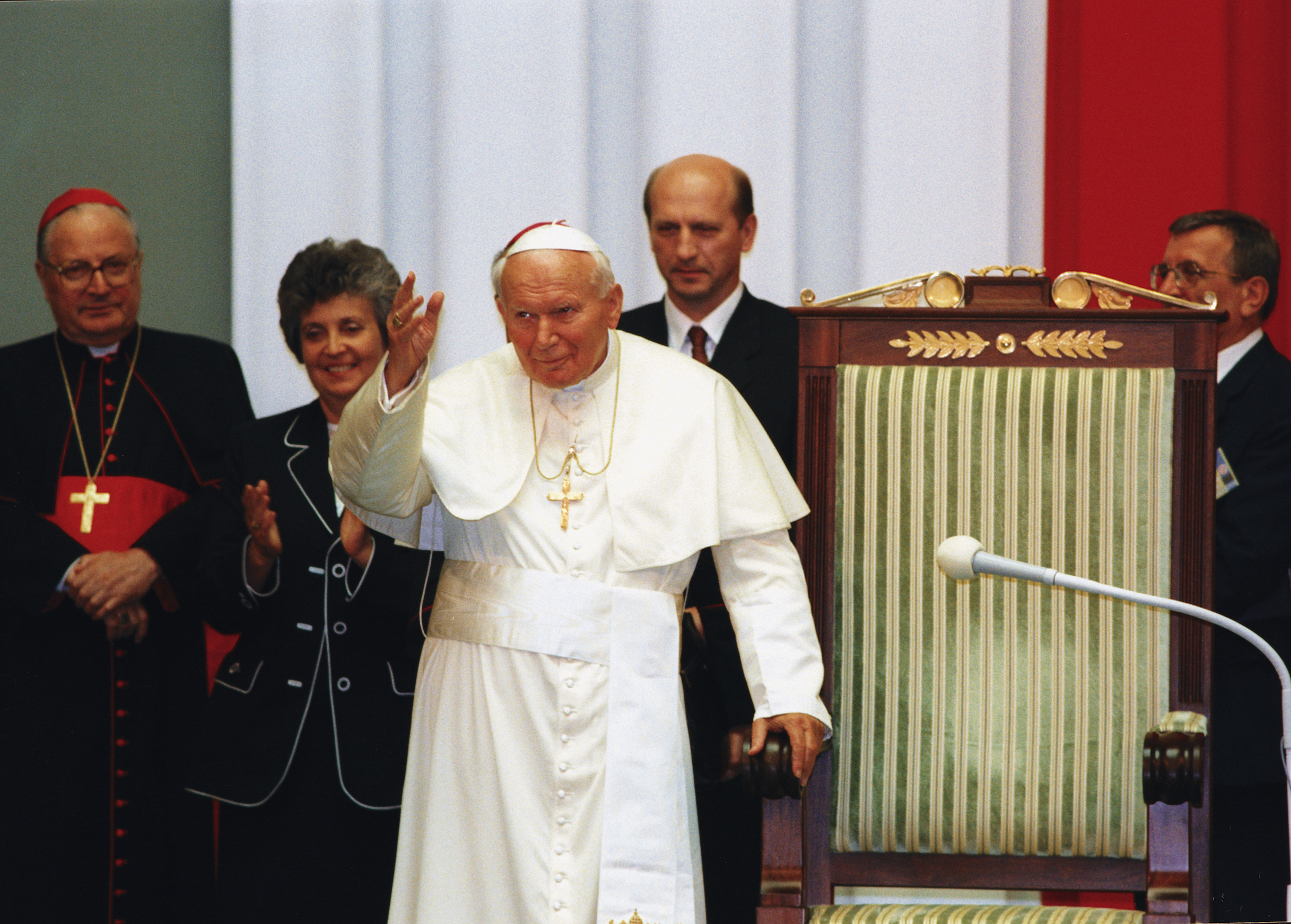
Kardinal Sodano (links) mit Papst Johannes Paul II. in Polen, Juni 1999

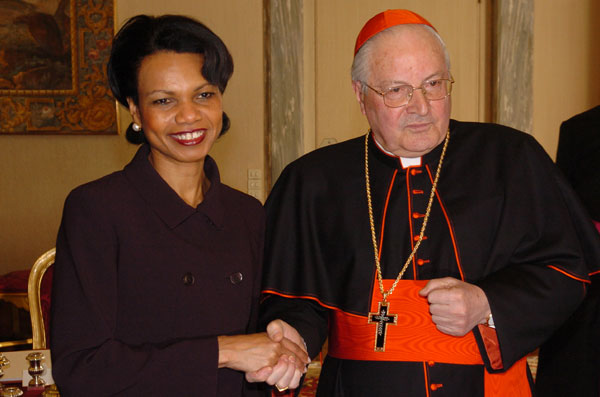
Angelo Sodano mit Condoleezza Rice im Vatikan, Februar 2005

Nach dem Rücktritt von Kardinalstaatssekretär Agostino Casaroli nach Erreichen der Altersgrenze wurde Erzbischof Sodano am 1. Dezember 1990 zum Pro-Staatssekretär des Staatssekretariats ernannt, da er noch kein Kardinal war, konnte er die übliche Bezeichnung Kardinalstaatssekretär erst führen, nachdem er im Konsistorium vom 28. Juni 1991 zum Kardinalpriester mit der Titelkirche Santa Maria Nuova (Santa Francesca Romana) erhoben worden war.
Am 10. Januar 1994 wurde er vom Papst zum Kardinalbischof mit dem Titel des suburbikarischen Bistums Albano ernannt. Am 30. November 2002, auf den Tag genau 25 Jahre nach seiner Bischofsernennung, wurde seine Wahl zum Subdekan des Kardinalskollegiums durch Johannes Paul II. bestätigt.
Zwischen August 1991 und 2004 begleitete Sodano Papst Johannes Paul II. auf 53 seiner Auslandsreisen.
Als Sodano im November 2002 das 75. Lebensjahr vollendete – und somit die Altersgrenze für Bischöfe erreicht hatte –, reichte er sein Rücktrittsgesuch ein. Papst Johannes Paul II. bat ihn, sein Amt als Kardinalstaatssekretär bis auf weiteres auszuüben. In der Folgezeit nahm er durch die Krankheiten des Papstes sehr viele zusätzliche Aufgaben wahr. So zelebrierte er auch die Messe am Ostersonntag 2005 auf dem Petersplatz und verlas anschließend die Ostergrüße in den verschiedenen Sprachen.
Sodano galt beim anschließenden Konklave im April 2005 in der Öffentlichkeit als papabile. Als Kardinaldekan Ratzinger zum Papst gewählt war, kam Sodano als Subdekan des Kardinalskollegiums die Aufgabe zu, den Neugewählten zunächst zu fragen: „Acceptasne electionem de te canonice factam in Summum Pontificem?“ (Nimmst du deine kanonische Wahl zum Papst an?) und anschließend: „Quo nomine vis vocari?“ (Mit welchem Namen willst du gerufen werden?). Auch alle weiteren Aufgaben des Kardinaldekans, wie zum Beispiel die Übergabe des Fischerrings bei der Amtseinführung des Papstes, wurden anschließend von Sodano übernommen.
Papst Benedikt XVI. bestätigte Sodano im Amt als Kardinalstaatssekretär. Von den Kardinalbischöfen wurde Sodano als Nachfolger Kardinal Ratzingers zum neuen Kardinaldekan gewählt. Diese Wahl wurde am 30. April 2005 von Benedikt XVI. bestätigt und Sodano damit auch zusätzlich zu seinem suburbikarischen Bistum Albano das mit dem Amt des Kardinaldekans verbundene suburbikarische Bistum Ostia anvertraut. Es war das erste Mal seit 1828 (Kardinal Giulio Maria della Somaglia), dass eine Person gleichzeitig das Amt des Kardinalstaatssekretärs und des Kardinaldekans bekleidete.
Mehr als 15 Jahre diente Sodano im Amt des Kardinalstaatssekretärs unter zwei Päpsten; am 15. September 2006 übernahm Kardinal Tarcisio Bertone dieses Amt.

### Rücktritt von Benedikt XVI. und Konklave 2013
Nach Eintritt der Sedisvakanz, durch den Rücktritt Benedikts XVI. am 28. Februar 2013, wurde das Kardinalskollegium vom Kardinaldekan Sodano einberufen. Sodano leitete die täglichen Generalkongregationen der Kardinäle in der Zeit der Sedisvakanz bis zum Beginn des Konklaves. Außerdem zelebrierte er die wichtige Heilige Messe „pro eligendo Pontifice“ am 12. März 2013. Da Sodano als Kardinaldekan und auch Kardinalsubdekan Roger Etchegaray die Altersgrenze von 80 Jahren überschritten hatte und damit die aktive Teilnahme an dem am 12. März 2013 beginnenden Konklave 2013 nicht möglich war, fiel die Aufgabe der Wahlleitung im Konklave dem ranghöchsten wahlberechtigten Kardinal Giovanni Battista Re zu. Allerdings wurde die Übergabe des Fischerrings bei der Einführungsmesse an Papst Franziskus am 19. März 2013 wieder von Sodano kraft seines Amtes als Kardinaldekan vollzogen.

### Kardinaldekan
Sodano bekleidete auch unter Papst Franziskus weiterhin das Amt des Kardinaldekans. Der Dekan des Heiligen Kollegiums ist nach dem Papst das zweithöchste Amt der römisch-katholischen Kirche. Erst am 21. Dezember 2019 reichte Sodano (vermutlich aus Altersgründen, inzwischen 92-jährig) seinen Rücktritt ein. Mit einem Motu proprio vom 29. November 2019 legte Papst Franziskus zudem fest, dass die Amtszeit des Kardinaldekans künftig auf fünf Jahre, bei möglicher Wiederwahl, begrenzt ist. Diese Regelung trat mit dem Rücktritt Sodanos am 21. Dezember 2019 in Kraft. Gewählter Nachfolger im Amt des Kardinaldekans ist seit Januar 2020 Kardinal Giovanni Battista Re.

### Sodanos Rolle in Missbrauchsskandalen
Der ehemalige irische Außenminister Dermot Ahern gab gegenüber der Presse bekannt, dass Sodano im Jahr 2004 eine Vereinbarung anstrebte, nach der Irland die katholische Kirche im Falle von erfolgreichen Schadenersatzklagen von Überlebenden sexuellen Kindesmissbrauchs durch Geistliche entschädigen sollte. Die ehemalige irische Präsidentin Mary McAleese berichtete, dass Sodano ihr ein Abkommen zwischen dem Vatikan und Irland vorschlug, das den Verzicht auf den Zugang zu kirchlichen Dokumenten im Zusammenhang mit Entschädigungsforderungen irischer Missbrauchsopfer beinhaltete.
Der Journalist Jason Berry, der 2019 mit einem Artikel im Hartford Courant den Missbrauchsskandal um Marcial Maciel offengelegt hatte, schrieb: „Sodano war der große Beschützer von Maciel und anderen berüchtigten Raubtieren.“ Nach Darstellung von Berry im Jahr 2013 übte Kardinal Sodano Druck auf Kardinal Ratzinger aus, die Untersuchungen zum Missbrauchsfall Marcial Maciel einzustellen. Sodano sei ein langjähriger Nutznießer von Geld und Gefälligkeiten Maciels gewesen. Zudem habe Sodano die Legionäre Christi weiter gelobt, obwohl er bereits wusste, dass Maciel mehrere Kinder hatte.
Kardinal Schönborn warf Sodano in einem Interview vor, dass der ehemalige Vatikan-Kardinalstaatssekretär die Bildung einer Untersuchungskommission zur Affäre um Hans Hermann Groër verhindert habe, schrieb Il Giornale 2010 unter Berufung auf Kathpress. Schönborn sprach davon, dass es um Sodano eine „Vertuschungsfraktion“ gebe. Nach Darstellung des Journalisten Paul Kreiner habe Schönborn allerdings Sodanos Einfluss auf den Papst unterschätzt, denn Benedikt XVI. zitierte Schönborn nach Rom, wo er sich öffentlich bei Sodano entschuldigen musste. Benedikt XVI. reagierte nach entsprechenden Unmutsäußerungen in der Kurie in Rom auf diese Äußerungen Schönborns, indem er ihn dahingehend rügte, dass nur der Papst Kardinäle beschuldigen dürfe. In der Sache widersprach er Schönborn jedoch nicht.
Auch über andere Missbrauchsbeteiligte hielt Sodano schützend seine Hand, darunter den Serientäter Theodore McCarrick in den Vereinigten Staaten und Bischof Juan Barros Madrid in Chile, einen engen Vertrauten des Serientäters Fernando Karadima, mit dem Sodano auch selbst enge Beziehungen unterhielt. Er traf sich in den 1980er Jahren regelmäßig mit dem damals einflussreichen Pfarrer in dessen Pfarrzentrum in der Avenida El Bosque in Santiago de Chile, die nicht weit von der Nuntiatur in Providencia entfernt liegt. Sodanos Beichtvater war Daniel Iglesias, der Vorgänger Karadimas. Karadima wurde auch von Pinochets Kirchenbeauftragten konsultiert, dem Rechtsanwalt Sergio Rillón, und besprach mit dem Nuntius anstehende Personalien der chilenischen Hierarchie. Karadima wird aufgrund seiner Freundschaft mit Sodano ein beträchtlicher Einfluss auf die Bischofsernennungen in Chile während des Pontifikats Johannes Paul II. zugeschrieben. Dabei soll er hauptsächlich aus seiner Sicht ungeeignete Bischofskandidaten ausgesondert haben. Nach der Rückkehr Kardinal Sodanos nach Rom war er dort für den Karadima-Kreis, darunter mehrere chilenische Bischöfe, ein wichtiger Ansprechpartner.
Zur Ostermesse 2010 äußerte sich Sodano solidarisch mit Papst Benedikt XVI. Er erklärte: „Heiliger Vater, das Volk Gottes ist mit dir und wird sich nicht vom „Geschwätz des Augenblicks“ (chiacchiericcio del momento) beeinflussen lassen.“ In der Presse wurden Sodanos Formulierungen als „Verharmlosung klerikalen Missbrauchs“ gewertet. In seiner Biographie über Benedikt XVI. berichtet Peter Seewald, dass im Hintergrund dieser Aktion der damalige Sekretär des Papstes, Georg Gänswein, gestanden habe. Seewald beruft sich hier auf ein Gespräch mit Gänswein, in dem dieser „gestanden habe“, dass er, inspiriert durch Gespräche mit anderen Kurienmitgliedern, den Kontakt zu Sodano gesucht habe, wobei dieser den Vorschlag aber so habe auffassen müssen, als wünsche Benedikt selbst dieses Grußwort.

### Tod und Beisetzung
Sodano starb am 27. Mai 2022 in Rom, nur wenige Tage, nachdem er eine COVID-19-Infektion überstanden hatte. An der Begräbnisfeier nahm auch der amtierende Papst Franziskus teil. Requiem und Beisetzung fanden am 1. Juni 2022 in der Kathedrale Santa Maria Assunta und San Gottardo in Asti statt. Sodano wurde in einer Nische der Bischofsgruft der Kathedrale beigesetzt.

## Mitgliedschaften
Sodano war Mitglied der folgenden Kongregationen und Kommissionen der Römischen Kurie:
- Kongregation für die Glaubenslehre
- Kongregation für die orientalischen Kirchen
- Kongregation für die Bischöfe
- Päpstlichen Kommission für den Staat der Vatikanstadt
- Cardinalizia di Vigilanza dell’Istituto per le Opere di Religione

Sodano wurde am 23. September 2009 durch Papst Benedikt XVI. zum Mitglied der Zweiten Sonderversammlung der Bischofssynode für Afrika (4. bis 25. Oktober 2009) ernannt.

## Auszeichnungen und Ehrungen

### Ehrendoktorwürden
- 2002: Papieski Wydział Teologiczny we Wrocławiu (Päpstliche Theologische Fakultät Breslau)
- 2003: Uniwersytet Kardynała Stefana Wyszynskiego w Warszawie (Kardinal-Stefan-Wyszyński-Universität Warschau)
- 2007: Università Europea di Roma

### Orden
- Kollarritter des Ritterordens vom Heiligen Grab zu Jerusalem[35]
- 1988: Großkreuz des Verdienstordens der Italienischen Republik (Cavaliere di Gran Croce Ordine al Merito della Repubblica Italiana), 19. November 1988[36]
- 1990: Großkreuz des portugiesischen Christusordens[37], 21. Dezember 1990
- 1992: Orden der Freiheit der Republik Slowenien in Gold
- 1995: Honorary Companions of Honour des National Order of Merit (Malta), 4. Februar 1995.[38]
- 1997: Großkreuz des Weißen Doppelkreuzes (Slowakei)[39]
- 1997: Großkreuz des Ordens Karls III., Spanien (Gran Cruz de la Real y Muy Distinguida Orden de Carlos III), 14. April 1997[40]
- 2001:  Collane Pro Merito Melitensi des Souveränen Malteserordens, 12. April 2001[41]
- 2001: Freundschaftsorden 1. Klasse von Kasachstan
- 2002: Annunziaten-Orden (Ordine Supremo della Santissima Annunziata) des Hauses Savoyen[42]
- 2004: Großkreuz mit Collane des Sterns von Rumänien
- 2004: Internationaler Orden: Vittorino Colombo[43]
- 2004: Internationaler Orden: „Path to Peace“[44]
- 2006: Großkreuz des Verdienstordens der Republik Polen

### Ehrenbürger (Cittadino Onorario)
- Isola d’Asti
- 1986 Città di Anagni[45]
- 1991 Città d’Asti[46]
- 1992 Città di Fossano, 22. April 1992[47]
- 2000 Rocca di Mezzo, 1. August 2000[48]
- 2006 Castelnuovo Bello
- 2007 Marino, 5. Mai 2007[49]
- Sotto il Monte[50]

## Schriften
- La Corteccia e il tronco. La Chiesa fra apparenza e realtà. Libreria Editrice Vaticana 1998, ISBN 88-209-2539-7.
- Il lievito del vangelo. La presenza della Santa Sede nella vita dei popoli. Libreria Editrice Vaticana, 2006, ISBN 88-209-7866-0.
- La Santa Sede nel quadro istituzionale europeo. Art, 2007, ISBN 978-88-7879-062-9.
- Verso le origini. Una genealogia episcopale. Libreria Editrice Vaticana, 2008, ISBN 978-88-209-8112-9.[51]
- Per una nuova Europa. Il contributo dei cristiani. Libreria Editrice Vaticana, 2009, ISBN 978-88-209-8281-2.
- Chiesa e riforme, Libreria Editrice Vaticana 2014, ISBN 978-88-209-9329-0